# Мултрі (округ, Іллінойс)
Шаблон:StateAbbr_ 39°38′ пн. ш. 88°37′ зх. д. / 39.64° пн. ш. 88.62° зх. д.
Округ  Мултрі (англ. Moultrie County) — округ (графство) у штаті  Іллінойс, США. Ідентифікатор округу 17139.

## Історія
Округ утворений 1843 року.

## Демографія
За даними перепису 
2000 року 
загальне населення округу становило 14287 осіб, зокрема міського населення було 4541, а сільського — 9746.
Серед мешканців округу чоловіків було 6885, а жінок — 7402. В окрузі було 5405 домогосподарств, 3976 родин, які мешкали в 5743 будинках.
Середній розмір родини становив 3,03.
Віковий розподіл населення поданий у таблиці:
| Стать    | До 15 років | 15-21 | 22-29 | 30-39 | 40-49 | 50-65 | 65-85 | Понад 85 |
| -------- | ----------- | ----- | ----- | ----- | ----- | ----- | ----- | -------- |
| Чоловіки | 1548        | 683   | 619   | 925   | 1030  | 1104  | 859   | 117      |
| Жінки    | 1448        | 663   | 625   | 903   | 1097  | 1118  | 1215  | 333      |

## Суміжні округи
- Піатт — північ
- Дуглас — схід
- Коулс — південний схід
- Шелбі — південь
- Мейкон — північний захід

## Виноски
1. ↑  US Decennial Census. US Census Bureau. Архів оригіналу за 4 квітня 2018. Процитовано 7 липня 2014.
2. ↑  Historical Census Browser. University of Virginia Library. Архів оригіналу за 11 серпня 2012. Процитовано 7 липня 2014.
3. ↑  Population of Counties by Decennial Census: 1900 to 1990. US Census Bureau. Архів оригіналу за 24 квітня 2014. Процитовано 7 липня 2014.
4. ↑  Census 2000 PHC-T-4. Ranking Tables for Counties: 1990 and 2000 (PDF). US Census Bureau. Архів оригіналу (PDF) за 18 грудня 2014. Процитовано 7 липня 2014.
5. ↑  State & County QuickFacts. US Census Bureau. Архів оригіналу за 7 червня 2011. Процитовано 7 липня 2014.(англ.) Наведено за англійською вікіпедією.
6. ↑  American FactFinder. Бюро перепису населення США. Архів оригіналу за 26 лютого 2012. Процитовано 31 січня 2008.

| США | Це незавершена стаття з географії США. Ви можете допомогти проєкту, виправивши або дописавши її. |